# Forcipomyia hamata
Forcipomyia hamata är en tvåvingeart som beskrevs av Tokunaga 1959. Forcipomyia hamata ingår i släktet Forcipomyia och familjen svidknott. Inga underarter finns listade i Catalogue of Life.